# Derek Barton
Derek Harold Richard Barton (Gravesend (Kent), 8 september 1918 – College Station (Texas), 16 maart 1998) was een Britse organisch-chemicus en winnaar van de Nobelprijs voor de Scheikunde in 1969. Zijn naam is verbonden aan een aantal reacties in de organische chemie, waaronder de Barton-Zard-synthese, de Barton-McCombie-desoxygenering, de Barton-decarboxylering en de Barton-Kellogg-reactie.

## Biografie
Hij werd geboren als zoon van William Thomas en Maude Henrietta Barton. In 1938 ging hij naar het Imperial College van de Universiteit van Londen waar hij in 1940 afstudeerde en in 1942 zijn doctorstitel behaalde in de organische chemie. Hij was driemaal getrouwd en had een zoon uit het eerste huwelijk.

## Loopbaan
In 1949 ontving hij als eerste de Corday-Morgan Medaille en Prijs toegekend door de Royal Society of Chemistry.
In 1950 toonde Barton aan dat aan organische moleculen voorkeursconformaties toegekend kunnen worden, hetgeen hij baseerde op resultaten van fysisch-chemici, in het bijzonder Odd Hassel. Met behulp van de nieuwe techniek conformatieanalyse bepaalde hij vervolgens de geometrie van veel in de natuur voorkomende moleculen.
In 1954 werd hij gekozen als lid van de Royal Society en van de International Academy of Science en in 1956 werd hij lid van de Royal Society of Edinburgh. In 1958 was prof. Barton de Arthur D. Little Visiting Professor aan het Massachusetts Institute of Technology en in 1959 de Karl Folkers Visiting Professor aan de Universiteit van Illinois en de Universiteit van Wisconsin. In 1960 was hij Visiting Professor aan de Universiteit van Californië - Berkeley. In dat jaar werd hij verkozen tot Foreign Honorary Member van de American Academy of Arts and Sciences. In 1965 werd hij lid van de adviescommissie in het Verenigd Koninkrijk, de Council for Scientific Policy.
In 1969 ontving hij de Nobelprijs voor de Scheikunde voor zijn bijdragen aan de ontwikkeling van het begrip conformatie en de toepassingen ervan in de scheikunde. Hij ontving de prijs samen met de Noorse fysicus Odd Hassel "voor hun bijdrage aan de ontwikkeling en toepassing van de idee van de aanpassing in de chemie". Terwijl Hassel zich bezighield met de ruimtelijke structuur en het evenwicht tussen isomeren, onderzocht Barton de consequenties van structuurnuances voor het verloop van chemische reacties. Hiervoor stelde hij enkele regels op die het structuuronderzoek en de volledige synthese van enkele gecompliceerde, op cyclohexanen gebaseerde natuurstoffen sterk beïnvloed hebben.
Hij werd in 1972 geridderd door het Engelse hof; hij koos ervoor om zijn titel alleen in Engeland te gebruiken. In 1978 werd hij de directeur van Institut de Chimie des Substances Naturelles in Frankrijk. In 1961 kreeg hij de Davy-medaille, in 1980 de Copley Medal en in 1985 de Priestley Medal. In 1986 werd hij Distinguished Professor aan de Texas A&M University en bekleedde deze positie twaalf jaar tot aan zijn dood.
In 1996 publiceerde professor Barton een verkorte versie van zijn werk, getiteld Reason and Imagination: Reflections on Research in Organic Chemistry.